# 高橋里華
高橋 里華（たかはし りか、1972年3月18日 - ）は、日本の元タレント。高橋りかの芸名で活動していた時期もある。
身長は164cm。血液型はA型。1992年度のフジテレビビジュアルクイーン。既婚。現在は東京都在住。

## 来歴
- 埼玉県上尾市出身。
- 1987年、15歳当時に第1回全日本国民的美少女コンテストに出場し、入賞をきっかけに芸能界デビュー。主に90年代に活動した。特にCMでの活躍は目覚ましく5年間で60本ものCMに出演、CMクイーンの名をほしいままにした[1]。
- 1995年2月22日、アンティノスレコードよりシングル「絶対に逢いたくなる」でCDデビュー。
- 1997年に音楽番組「電リク!BeatBox」（MX）で共演したBONとMATAROと音楽ユニット「東京マンデーズ」を結成しボーカルを担当。1998年6月にシングル「メランコリー」をリリース。同曲は、「MXスタジアム高校野球中継 '98」のイメージソングに使用された。
- 2006年、34歳の時に元バンドマンでCMディレクター（当時）の男性と結婚[1]。結婚を機に芸能活動から引退を決意したが、日常生活にあまり支障のないCMや広告撮影の仕事は受けていた。
- 2010年に長女、2013年に次女を出産。2011年からは義父母と同居、2015年頃より介護を開始し、2017年に義母が他界。また2018年には実の父親も他界し、以後は義父の介護を続ける。2020年6月にはYouTubeにチャンネルを開設し、介護の様子を伝え始めた[2]。2023年3月に義父が亡くなったことを報告。
- 2021年に、自身の介護経験を綴ったエッセー「じいじ、最期まで看るからね 育児と介護のダブルケア奮闘記」（出版：CEメディアハウス）を上梓。

## 人物
趣味はパソコン、ドライブ、グルメ旅、TOY収集、音楽鑑賞、漫画、フラダンス。フラダンスは友人らと「ラウレア・ラニ」というチームを作り、活動している。
2025年現在、映像・音楽・WEB制作業を行っている会社で代表取締役を務める夫は、1990年代に「Cool Jam」というバンドでベース兼リーダーを担当していた。高橋がMCを務めていた音楽番組「電リク！BeatBox」にCool Jamがゲストとして招かれた際に初めて出会い、一目惚れした高橋の方から積極的にアプローチをして交際に発展した。

## 主な出演作品

### ドラマ
- 美少女学園スペシャル（1988年1月3日、テレビ朝日）
- 季節はずれの海岸物語'91冬 想い出は美しすぎて（1991年1月2日、フジテレビ）
- …ひとりでいいの（1992年1月 - 3月、日本テレビ） - 西村若葉 役
- 俺たちルーキーコップ（1992年4月 - 7月、TBS・セントラル・アーツ） - 祝ヨシミ 役
- 悪女（1992年4月 - 6月、よみうりテレビ）
- 悲しいほどお天気（1992年9月23日、フジテレビ） - 北村窓子 役
- いちご白書（1993年1月 - 3月、テレビ朝日） - 橋本真実 役
- 秋の駅（1993年3月5日、フジテレビ） - 石井まみ 役
- if もしも #12「緊急事態！飛行機で行くか？新幹線で行くか？」（1993年8月5日、フジテレビ）
- 彼女の嫌いな彼女（1993年4月 - 6月、日本テレビ）
- 上を向いて歩こう!（1994年4月 - 6月、フジテレビ） - 小野奈々美 役
- 男はいらない（1994年10月 - 12月、日本テレビ） - 中島明子 役
- 俺達は風（1994年10月 - 12月、北海道テレビ） - 伊藤恵美 役
- For You（1995年 1月 - 3月、フジテレビ） - 藤崎鞠子 役
- 世にも不幸な女たち（1995年7月 - 9月、名古屋テレビ放送）
- 土曜ワイド劇場「おふくろ刑事 柏木桃子 越後路殺人捜査行、禁断の愛！！運命の兄妹に衝撃の秘密…」（1995年12月6日、テレビ朝日） - 星野亜矢 役
- 小京都ミステリー第20作「肥後人吉殺人事件」（1997年7月1日、日本テレビ） - 三浦由香 役

### ゲーム
- フィロソマ - 実写映像（青い髪の女性）
- にとうしんでん（1996年、タカラ ※現タカラトミー） - リカ 役 ※声優として。また、操作説明のムービーに実写で登場している。

### 映画
- ドリーム・スタジアム（1997年6月21日、東映） - 香織 役

### テレビバラエティ
- マグニチュード10(M10)
- 小園総研（中京テレビ、「どんまい!!」内）
- ろみひー
- ゲッパチ!UN アワーありがとやんした!?（フジテレビ）
- ゲームカタログII（1995年10月 - 1998年3月：テレビ朝日）
- タモリ倶楽部（テレビ朝日）
- スーパーJチャンネル
- 電リク！BeatBox（1997年 - 1998年、MXテレビ（現：TOKYO MX）） - 月曜日担当。元米米クラブ（1997年当時）のBON、MATAROと共演
- おしゃべりなFriends（MXテレビ）
- POPにスキンケアー（MXテレビ）
- 気楽にいこうよ（光浦靖子と共演）
- タミヤRCカーグランプリ
- エクスプレス（1999年3月29日 - 2002年3月29日、TBS）
- まる得マガジン「元世界チャンプ畑山隆則が教えるボクシング・フィットネス」（2006年4月 - 5月、NHK Eテレ）
- スーパーフライデー（TBS）
- お台場トレンド株式市場（BSフジ）
- 爆報! THE フライデー（2016年4月22日、2018年1月26日、2019年1月25日・11月8日、TBS）

### ラジオ
- Come on FUNKY Lips!（1995年4月 - 9月、文化放送）
- エモーショナル・ビート（1998年4月1日 - 2002年3月29日、TOKYO FM）
- 高橋里華のチャットそこまで！
- e-biz（2000年4月 - 、ラジオ関西）
- ハートのリクエストアワー（大阪有線）
- TV Game Radion's

### CM・広告
- 小林製薬「エコロン」
- P&G「パンパース」
- エプソン「カラリオ・ミー」
- イオン「ジャスコ」
- エースコック「力うどん」「力ラーメン」
- 三菱自動車
- トヨタ カローラアクシオ 『バックモニター篇』（2006年10月 - ） - 主婦 役 ※明石家さんまと共演
- ジョンソン&ジョンソン「バンドエイド」（2007年）
- リクルート フロム・エー・ナビ 『ペットシッター篇』（2007年3月 - ） - 速水もこみちと共演
- ヤマハ「Sea-Style」（2007年）
- au by KDDI 簡単ケータイS（2007年） - 桂歌丸と共演
- ガスト 秋の新メニュー「シュリンプハンバーグ＆カニグラタン」篇（2007年）
- バンダイ 機動戦士ガンダム00 ガンガンガンプラ（2007年10月 - 2008年3月） - 母親 役
- 鹿児島銀行 - 隣のりか姉ちゃん[1]
- タカラトミー - 香山リカ　役
- ビゲン ヘアマスカラ『ひと塗り』篇（2017年4月 - ）

### 通販番組
- ビックカメラTVショッピング - 宮本和知と共演

## ディスコグラフィ

### 高橋里華名義

#### シングル
| #                    | 発売日          | タイトル                 | c/w                                | 規格            | 規格品番        |
| Antinos Records      | Antinos Records | Antinos Records          | Antinos Records                    | Antinos Records | Antinos Records |
| -------------------- | --------------- | ------------------------ | ---------------------------------- | --------------- | --------------- |
| 1st                  | 1995年2月22日   | 絶対に逢いたくなる       | 泳げない魚〜キスでごまかさないで〜 | 8cmCD           | ARDJ-5007       |
| 2nd                  | 1995年6月21日   | R134海沿いのレースウェイ | 寂しくなるよね                     | 8cmCD           | ARDJ-5010       |
| 日本クラウン / PANAM |                 |                          |                                    |                 |                 |
| 3rd                  | 1996年10月23日  | MIND MOTION              | ありがち                           | 8cmCD           | CRDP-147        |
| 4th                  | 1997年6月5日    | RUNABOUT                 | ENDLESS BRIGHTNESS                 | 8cmCD           | CRDP-159        |

#### アルバム
|                 | 発売日          | タイトル         | 規格            | 規格品番        | 収録曲 |
| Antinos Records | Antinos Records | Antinos Records  | Antinos Records | Antinos Records | Antinos Records |
| --------------- | --------------- | ---------------- | --------------- | --------------- | --- |
| 1st             | 1995年6月21日   | Height of Summer | CD              | ARCJ-10         | 1. R134海沿いのレースウェイ 2. 友情のピリオド 3. bubble sabao 4. 本当はいちばん… 5. また 会いにくるよ 6. Crezy about you 7. 絶対に逢いたくなる - 作詞は7曲目のみ秋元康・他は本人作詞。 - 作曲・編曲は全て後藤次利によるもの。 |

#### タイアップ
| 起用年 | 曲名                     | タイアップ                                                      | 収録作品                             |
| ------ | ------------------------ | --------------------------------------------------------------- | ------------------------------------ |
| 1995年 | 絶対に逢いたくなる       | ドラマ『エリアコードドラマ』オープニングテーマ曲（'95年1月 - ） | シングル「絶対に逢いたくなる」       |
| 1995年 | 絶対に逢いたくなる       | フジテレビ系『週刊スタミナ天国』エンディングテーマ曲            | シングル「絶対に逢いたくなる」       |
| 1995年 | 絶対に逢いたくなる       | 日本テレビ系「どんまい!!」枠内『小園総研』エンディングテーマ    | シングル「絶対に逢いたくなる」       |
| 1995年 | R134海沿いのレースウェイ | ドラマ『エリアコードドラマ』エンディングテーマ曲                | シングル「R134海沿いのレースウェイ」 |
| 1995年 | R134海沿いのレースウェイ | 日本テレビ系「どんまい!!」枠内『小園総研』エンディングテーマ    | シングル「R134海沿いのレースウェイ」 |
| 1996年 | MIND MOTION              | テレビ朝日系『ゲームカタログII』エンディングテーマ              | シングル「MIND MOTION」              |
| 1996年 | MIND MOTION              | タカラ PlayStation『にとうしんでん』イメージソング&CMソング     | シングル「MIND MOTION」              |
| 1997年 | RUNABOUT                 | PlayStation『RUNABOUT』イメージソング                           | シングル「RUNABOUT」                 |
| 1997年 | RUNABOUT                 | ラジオ日本『内藤寛のZIG ZAGアンテ〜ナ』テーマソング             | シングル「RUNABOUT」                 |
| 1997年 | RUNABOUT                 | ラジオ大阪『TV Game Radioms-R』テーマソング                     | シングル「RUNABOUT」                 |
| 1997年 | Endless Brightness       | PlayStation『RUNABOUT』エンディングテーマ                       | シングル「RUNABOUT」                 |

### 東京マンデーズ名義
メンバー：高橋里華（ボーカル、ブルースハープ、リーダー）、BON（ベース）、MATARO（ギター）
サポートミュージシャン：矢野ひろよし（ギタ―）、MARI（パーカッション）、TOSHI（ドラムス）

#### シングル
| #    | 発売日        | タイトル     | c/w                      | 規格  | 規格品番 | 備考 |
| MXTV | MXTV          | MXTV         | MXTV                     | MXTV  | MXTV     | MXTV |
| ---- | ------------- | ------------ | ------------------------ | ----- | -------- | --- |
| 1st  | 1998年6月22日 | メランコリー | メランコリー（カラオケ） | 8cmCD | MXTV-001 | 作詞：高橋里華 / 作曲：MATARO / 編曲：東京マンデーズ ※限定1000枚。「MXスタジアム高校野球中継 '98」イメージソング |

#### アルバム
|      | 発売日                          | タイトル                 | 規格 | 規格品番 | 収録曲 |
| MXTV | MXTV                            | MXTV                     | MXTV | MXTV     | MXTV |
| ---- | ------------------------------- | ------------------------ | ---- | -------- | --- |
| 1st  | 1998年8月1日（先行発売7月22日） | Hey! Hey! We're MONDAYS! | CD   | MXTV-002 | 1. Call me! Hold me! Love me! 作詞：YOTARO / 作曲：MATARO / 編曲：東京マンデーズ 2. メランコリー 作詞：高橋里華 / 作曲：MATARO / 編曲：東京マンデーズ 3. 前進アルノミ 作詞：大久保謙作 / 作曲：MATARO / 編曲：東京マンデーズ 4. おセンチな心 作詞：高橋里華 / 作曲：MATARO / 編曲：東京マンデーズ 5. 覚悟はEィ？ 作詞：高橋里華 / 作曲：MATARO / 編曲：東京マンデーズ 6. メランコリー〈LIVE VERSION〉 |

## 連載

### 雑誌
- BOYES（英知出版）『Rika's choice』

## 写真集
- SLAP HAPPY! RIKA TAKAHASHI : 高橋里華写真集（1992年9月10日、近代映画社）
- from Riverside　高橋里華写真集（1993年1月1日、ワニブックス）

## ビデオ
- 高橋里華 BODY DOUBLE（1992年8月21日、ポニーキャニオン）